# Гуткі (Сілезьке воєводство)
Гуткі (пол. Hutki) — село в Польщі, у гміні Конописька Ченстоховського повіту Сілезького воєводства.
Населення — 990 осіб (2011).
У 1975-1998 роках село належало до Ченстоховського воєводства.

## Демографія
Демографічна структура станом на 31 березня 2011 року:
|          | Загалом | Допрацездатний вік | Працездатний вік | Постпрацездатний вік |
| -------- | ------- | ------------------ | ---------------- | -------------------- |
| Чоловіки | 481     | 87                 | 322              | 72                   |
| Жінки    | 509     | 82                 | 296              | 131                  |
| Разом    | 990     | 169                | 618              | 203                  |